# ショコラーデレター

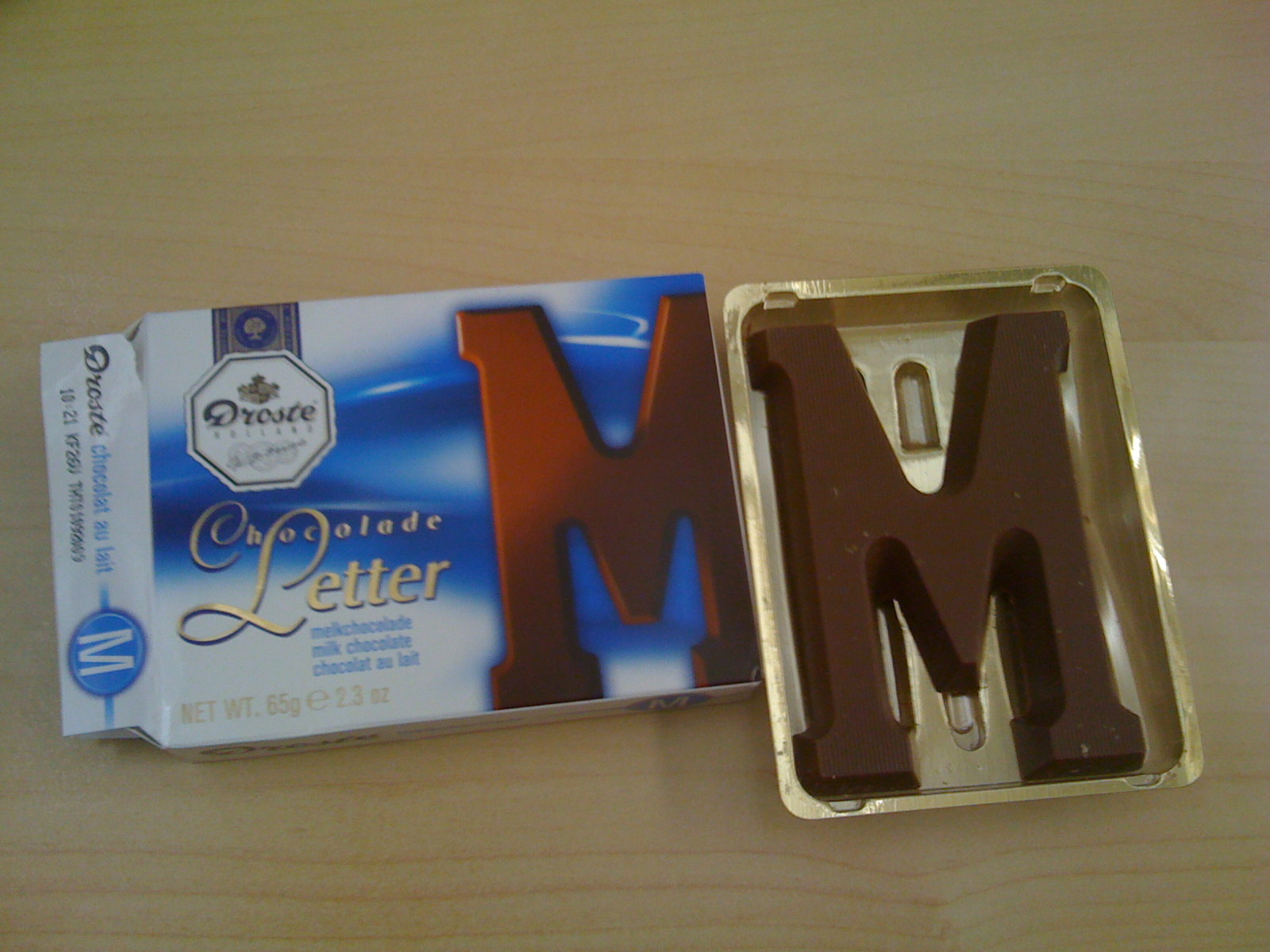
ドロステ社のショコラーデレター「M」

ショコラーデレター（オランダ語: chocoladeletter）は、アルファベットの文字形をした大きめのチョコレート。日本ではイニシャルチョレートとも説明される。
オランダでは冬の聖ニコラスの日に家族や友人に名前の頭文字のチョコレートを贈る習慣がある。その際に用いられるのがショコラーデレターである。
中世の学校では、文字形に焼いたパンで生徒に文字を教えたとされている。